# محطة تحلية المياه المالحة بتقنية الامتصاص
محطة تحلية المياه المالحة بتقنية الامتصاص هي محطة سعودية تقع في محافظة الدرعية. بدأ العمل في هذا المشروع في عام 2017، بهدف تصميم وتحليل واختبار وتقييم نظام جديد لتحلية المياه، وتطويره محليًا بشراكات دولية. نظام مشترك للتبريد وبلورة الملح وربطهما بمصدر طاقة متجددة في محطة التحلية الرئيسية رابغ.

## عن المحطة
تعتبر المحطة من أولى محطات التحلية القائمة على التبريد الامتصاصي مع بلورة الملح، بالحجم الصناعي، لتحقيق مبدأ عدم عودة الملح لمنع التأثير السلبي على البيئة ورفع الكفاءة العامة للمحطة، تستهلك المحطة ما يعادل 3.5 ميغاواط من الطاقة الحرارية و 1.5 ميغاواط من الطاقة الكهربائية لإنتاج 5000 متر مكعب من المياه المحلاة و 700 كيلوغرام من الملح يومياً (من 7 متر مكعب من المحلول الملحي فقط).

## الأهداف الاستراتيجية
- نقل وتوطين تقنيات تحلية المياه الناشئة بالتعاون مع شركاء دوليين وكيانات وطنية وجامعات محلية وإشراك مواهب وطنية لتطوير القدرات المحلية.
- اختبار عملية التخلص من السوائل الصفرية من منظور علمي واقتصادي وفني وعملي.
- إثبات الكفاءة العلمية للمصنع على نطاق صناعي صغير.
- الاستفادة من قدرات الطاقة المتجددة وبناءها من الخبرة المكتسبة أثناء تشغيل المياه والتحلية الحرارية.[7]

## المشاريع الفرعية
1. محطة تجريبية في القرية الشمسية بالعُيَينة.
2. محطة صناعية تجارية صغيرة في مدينة رابغ.

## حقائق
- 5000 متر مكعب يوميًا من الماء المحلى لمدينة رابغ.[8]
- 700 كيلوجرام يوميًا من الملح المبلور.
- 3.7 أطنان سنويًا مقدار تخفيض انبعاثات الكربون (11 طنًا سنويًا في حال استخدام الطاقة المتجددة 100%) [9]

## وصلات خارجيَّة
- الموقع الرسمي نسخة محفوظة 2 يناير 2022 على موقع واي باك مشين.